# Movies 24
A Movies 24 egy brit műholdas és kábeltelevíziós csatorna, a Sparrowhawk Media tulajdonában áll. 2006. június 26-án indult Angliában. Programkínálatában krimi, thriller, romantika és akciófilmek közül válogathatnak a nézők. A csatorna a nap 24 órájában fogható.
A Movies 24 „ismétlőcsatornája”, a Movies 24+ (More 24) 2006-ban indult, és kezdetben 90 perces csúszással ismételte a Movies 24 csatorna műsorait. Ez a csatorna csak az Egyesült Királyságban érhető el.
A magyar adásváltozat indulását 2007. július 25-én jelentette be a Sparrowhawk Media. A magyar adásváltozat indulási időpontját 2007. december 6-án, egy héttel a csatorna indulása előtt bejelentették, a csatorna 2007. december 12-étől Lengyelország, Románia, Törökország és Magyarország hálózatain is vehető volt. A magyar adásváltozat sugárzása 2011. december 29-én megszűnt.
Magyarországon a csatorna hangja Jakab Csaba volt. Ezen kívül néhány műsorajánlót Megyeri János hangján hallhattunk.

A 2006-tól 2012-ig használt logó. Ez a logó volt látható a teljes Magyarországi sugárzás alatt

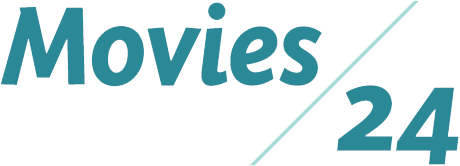
A 2012-től 2015-ig használt logó

## Az Egyesült Királyságbeli változat
A Movies 24 brit változata 2006. június 26-án indult el a Sky hálózatán. 2017. október 21. és 2018. január 6. között a csatorna Christmas 24, az ismétlőcsatornája pedig Christmas 24+ néven sugárzott.